# Parafia św. Stanisława w Sikorach
Parafia pw. św. Stanisława Biskupa i Męczennika w Sikorach – rzymskokatolicka parafia należąca do dekanatu Barwice, diecezji koszalińsko-kołobrzeskiej, metropolii szczecińsko-kamieńskiej. Została utworzona 29 sierpnia 2001. Siedziba parafii mieści się w Sikorach pod numerem 40.

## Miejsca kultu

### Kościół parafialny
Kościół pw. św. Stanisława Biskupa i Męczennika w Sikorach
Kościół parafialny został zbudowany w 1869 roku z kamienia w stylu neoromańskim. Poświęcony w 5 maja 1946.

### Kościoły filialne i kaplice
- Kościół pw. Najświętszego Serca Pana Jezusa w Czarnem Wielkim[1]
- Kościół pw. Matki Boskiej Królowej Polski w Polnem[1]
- Kościół pw. Wszystkich Świętych w Starym Drawsku[1]
- Punkt odprawiania Mszy św. w Chłopowie[1]
- Punkt odprawiania Mszy św. w Tarmnie[1]